# Капидава (Констанца)
Капидава (рум. Capidava) насеље је у Румунији у округу Констанца у општини Топалу. Oпштина се налази на надморској висини од 35 m.

## Становништво
Према подацима из 2002. године у насељу је живело 126 становника, од којих су сви румунске националности.